# دونا میلز
دونا میلز (انگلیسی: Donna Mills؛ زادهٔ ۱۱ دسامبر ۱۹۴۰) یک هنرپیشه و تهیه‌کنندهٔ تلویزیونی اهل ایالات متحده آمریکا است.